# Santuario de Santa Isabel Ana Seton
El Santuario de Santa Isabel Ana Seton se encuentra en la "Iglesia de Nuestra Señora del Santo Rosario", un templo parroquial católico de la Arquidiócesis de Nueva York ubicada en el número 7 de State Street, entre las calles Pearl y Water en el Distrito Financiero de Manhattan, Nueva York.

## Historia de la parroquia
Luego de la Guerra Civil, la autora irlandesa Charlotte Grace O'Brien compró la James Watson House hasta que sea la sede de la Misión de Nuestra Señora del Rosario, que servía como un albergue temporal para niñas inmigrantes. La parroquia fue establecida en 1884 como una misión y fue elevada a la categoría de parroquia en 1886 cuando el cardenal John McCloskey dispuso que el bajo Manhattan y las islas del puerto se separasen de la Parroquia de San Pedro y constituyeran la parroquia de Nuestra Señora del Rosario.

### Fusión
El 2 de noviembre del 2014, la Arquidiócesis de Nueva York anunció que la parroquia de Nuestra Señora del Rosario se fusionaría con la Parroquia de San Pedro en Barclay Street, convirtiéndose en una sola parroquia con dos sedes. Nuestra Señora del Rosario es una parroquia atípica que no tiene una significativa población residente. Las misas y sacramentos continúan celebrándose en Nuestra Señora del Rosario.

## Edificios

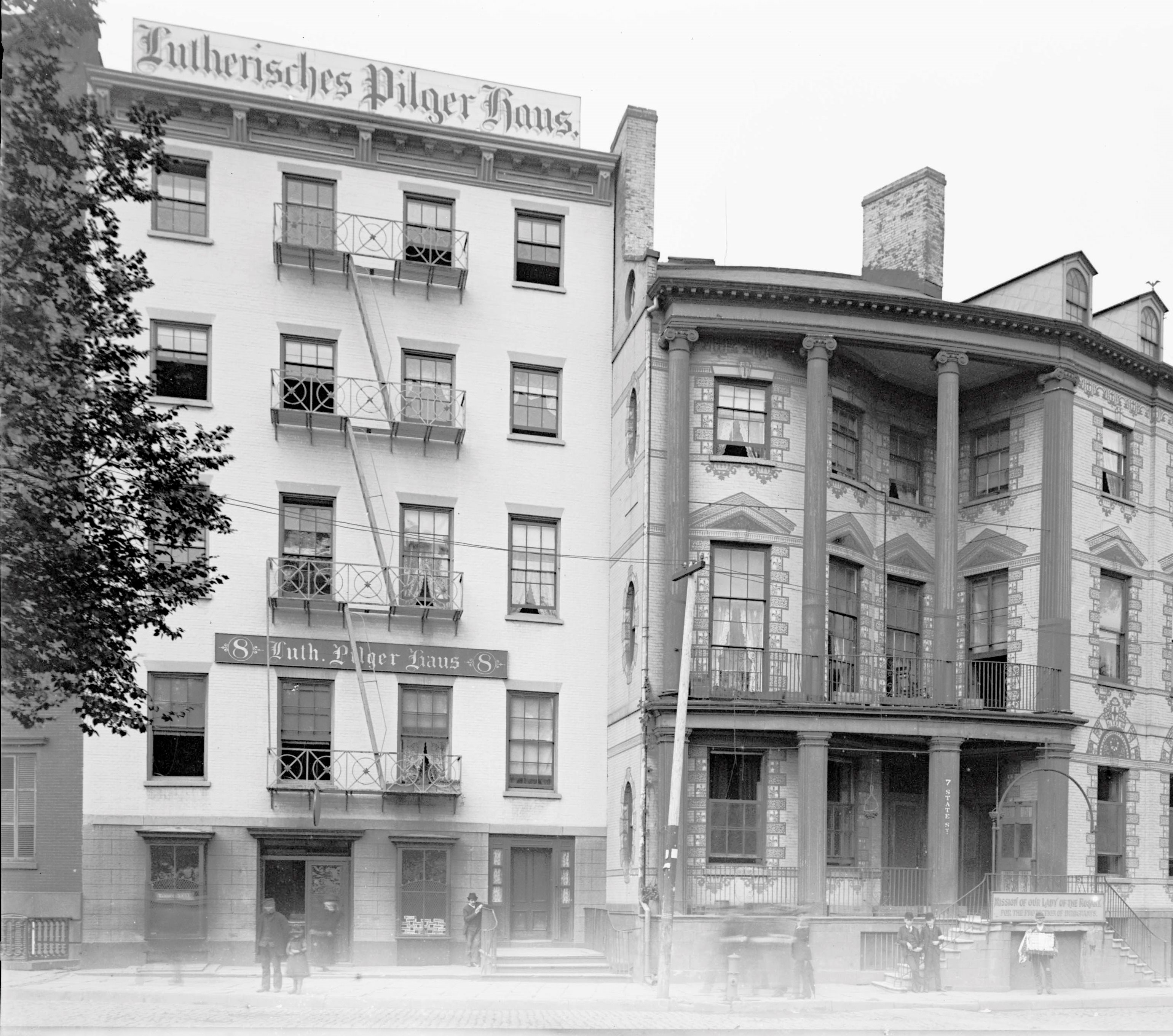
Números 8 y 7 de State Street en 1891

Isabel Ana Seton vivió en el 8 State Street luego que la bancarrota de los negocios de William Seton los forzara a dejar el hogar familiar en el 61 de Stone Street. Ellos permanecieron ahí desde 1801 hasta 1803 antes de irse a Italia por la salud de William. En 1840 el sitio alojó las oficinas de varias compañías de transporte como la New York and Hammondsport Lake Line Boats, la New York and Ithaca Line, y la New York and Seneca Falls Line Lake Boats. También fue usado como el "Eight South Street Hotel". El edificio de ladrillos de estilo renacimiento georgiano / neocolonial británico fue construido en 1964 y 1965 y diseñado por la firma de Shanley & Sturges.
La iglesia se ubica al costado de la James Watson House, un monumento de la ciudad que también está listada en el Registro Nacional de Lugares Históricos. Construida en 1793 y extendida en 1806, la porción oriental es obra de un arquitecto desconocido y la occidental es atribuida a John McComb, Jr. En 1975, la casa se convirtió en la rectoría del santuario.